# Франц Доплер
(Альберт) Франц Допплер (нім. (Albert) Franz Doppler; * 16 жовтня 1821, Львів — † 27 липня 1883, Баден) — австро-угорський флейтист і композитор.

## Біографія
Брати Франц та Карл Доплери народилися у Львові в сім’ї військового диригента, гобоїста та композитора, тому першим учителем очевидно був його батько.

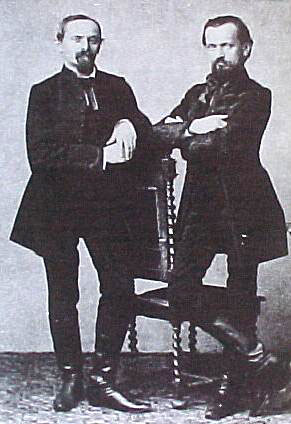
Франц Доплер і його брат Карл

Цілком можливо, що вони навчалися також у видатного львівського флейтиста М. Яцковського. Уже в 12-річному віці Франц Доплер віртуозно грав на флейті і виступав на сценах Львова та Відня.
У кінці 30-х років сім’я Доплерів переїжджає до Пешту і з 1838 року Франц стає солістом у німецькому театрі, а через три роки стає солістом Національного Театру. У 40-60-х роках гастролював зі своїм братом у Брюсселі, у Веймарі (де зустрівся з Лістом), у Лондоні. Грав на флейтах простих систем, зокрема системи Жана-Луї Тюлу. У 1853 році, разом зі своїм братом Карлом і композитором Ференцом Еркелем, стає засновником першого угорського симфонічного оркестру.
З 1858 року — флейта-соло і диригент (пізніше головний диригент) Віденської опери. З 1864 по 1867 рік — професор Віденської консерваторії.
Автор опер німецькою та угорською мовами, балетів, п'єс і концертів для флейти, обробок угорських народних мелодій.

## Список виданих творів
- Волоська фантазія (фр. Airs Valaques) для флейти і фортепіано., Op. 10
- Колискова для флейти і фортепіано., Op.15
- Мазурка для флейти і фортепіано., Op. 16
- Ноктюрн для флейти і фортепіано., Op. 17
- Концертна парафразу за мотивами опери Шуберта нім. Die Verschworenen для 2х флейт і фортепіано., Op. 18
- Концертна парафразу за мотивами опери Франца Шуберта «Вітчизняна війна» (нім. Der häusliche Krieg) D787, для 2х флейт і фортепіано., Op. 18
- Ноктюрн для флейти, скрипки, валторни (або віолончелі) і фортепіано., Op. 19
- «Пісня любові» для флейти і фортепіано., Op. 20
- «Лісовий птах» для флейти і фортепіано., Op. 21
- Анданте і рондо для 2х флейт і фортепіано., Op. 25
- Угорська пасторальна фантазія для флейти і фортепіано., Op.26
- «Спогад про Ріґі» для флейти, валторни і фортепіано., Op. 34
- Угорське дуеттіно для 2х флейт і фортепіано., Op. 36
- Американське дуеттіно для 2х флейт і фортепіано., Op. 37 (1879)
- Попурі за мотивами опер Доніцетті, Вебера, Россіні, Обера, Берліоза для 2-х флейт (1881)
- «Сомнамбула». Парафраза в спогаді про Аделіну Патті для 2х флейт і фортепіано., Op. 42
- Концерт ре мінор для 2х флейт з оркестром
- Фантазія на т. Альберта Брауна нім. Mutterseelenallein для флейти і фортепіано.
- Фантазія на т. з Крейцерової сонати Бетховена для флейти і фортепіано., Op. 43

### У співавторстві з братом Карлом
- «Празький сувенір» для 2х флейт і фортепіано., Op. 24
- Бравурний вальс для 2х флейт і фортепіано., Op. 33
- Фантазія на угорські мотиви (Угорська фантазія) для 2х флейт і фортепіано., Op. 35
- Фантазія на тему Ріголетто для 2х флейт і фортепіано., Op. 38

### У співавторстві з арфістом Антоніо Замара
- Казільда-фантазія для флейти та арфи

1. ↑  Г. Риман Допплер // Музыкальный словарь: Перевод с 5-го немецкого издания / под ред. Ю. Д. Энгель — Москва: Музыкальное издательство П. И. Юргенсона, 1901. — Т. 2. — С. 481–482.